# The Epic of Gilgamesh
The Epic of Gilgamesh ist ein dreiteiliges Oratorium für Solisten, gemischten Chor und Orchester des tschechischen Komponisten Bohuslav Martinů (1890–1959), zu dessen Spätwerk es zählt (1954/55, H 351).
Martinů hat den englischsprachigen Text seines Werks selbst verfasst. Die Uraufführung fand in deutscher Sprache statt (Das Gilgamesch-Epos, Textfassung von Arnold Heinz Eichmann). Es gibt auch eine Version in tschechischer Sprache (Epos o Gilgamešovi, verfasst von Ferdinand Pujman auf Basis der tschechischen Gilgamesch-Übersetzung von Lubor Matouš). In seinem Text stellt Martinů philosophische Fragen in den Vordergrund. Weder die Heldentaten von Gilgamesch und Enkidu noch die Beschreibung der Sintflut wurden aus der Textvorlage übernommen.
Kompositorisch ist das Werk mit großen Kontrasten zwischen einzelnen Partien gearbeitet: Es gibt sowohl klanglich berauschende Szenen in großer Besetzung als auch aparte Zwiegespräche. Als Motivbaustein spielt im gesamten Werk vor allem das Intervall der kleinen Sekunde eine entscheidende Rolle. Sie steht zunächst für die Furcht des Volkes vor dem Herrscher und später für die Beklommenheit und die Todesangst dieses Herrschers selbst. Chor und Solisten nehmen im Laufe des Stücks wechselnde Rollen ein und alle Mitwirkenden sind gleichberechtigt am Erzählvorgang beteiligt.
Die Uraufführung am 24. Januar 1958 in Basel war zusammen mit der Aufführung bei den Wiener Festwochen 1959 einer der größten Erfolge des Komponisten.

## Weltanschauung und Thema
In dem Stück geht es um „Fragen der Freundschaft, der Liebe und des Todes“, so Martinů in seinem Werkkommentar, den er allgemeiner einleitet mit: „Trotz des gewaltigen Fortschritts, den wir in Technik und Industrie gemacht haben, bin ich zu der Ansicht gelangt, daß die Gefühle und Fragen, die die Menschen bewegen, nicht weniger wurden, und daß sie in der Literatur der ältesten Völker (...) gerade so wie in der unseren existieren. (...) Im Epos über Gilgamesch meldet sich intensiv und mit fast schmerzlicher Ängstlichkeit der Wunsch, auf diese Fragen Antwort zu finden, deren Lösung wir vergebens suchen ...“ In seinem Gilgamesch-Epos wird das Ineinanderübergleiten von Traum und Wirklichkeit thematisiert. Der Traum des Suchenden nimmt die Realität vorweg und soll zwischen Menschen und Göttern eine kommunikative Brücke herstellen. Martinů hat geäußert, dass für die Auswahl des Textes die Musik bestimmend war. Bo Marschner schließt daraus, dass es demnach die Absicht des Komponisten ist, ein Handlungsmoment nur vage anzudeuten und es durch lyrische Elemente zu überspielen. Mehrere wichtige Handlungsdetails werden infolgedessen nur lose dramatisch begründet.

Martinů vertrat einen fortschrittlichen Humanismus, der auf dem Christentum fußte. Mit seinem religiösen Gefühl stand der Komponist kirchlichem Formalismus fern, und seine Sympathie galt franziskanischer Einfachheit. In fast jedem von Martinůs Hauptwerken gibt es einen Augenblick, an dem sich der Himmel öffnet, so berichtet Harry Halbreich über eine Aussage der Ehefrau des Komponisten, Charlotte Martinů. Halbreich führt allgemeiner aus, Bohuslav Martinů sei ein überzeugter Demokrat gewesen und „ein heftiger Feind jeder Art von Diktatur.“ 

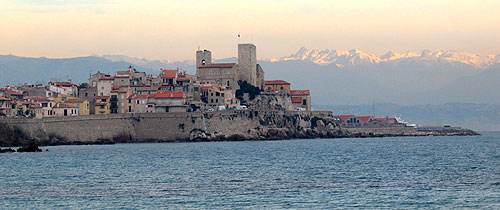
Antibes

 Martinů war ein vielseitiger Leser von Belletristik sowie historischen, soziologischen und naturwissenschaftlichen Abhandlungen. Seine ethischen und sozialen Auffassungen habe er im Werk von Nikos Kazantzakis ausgedrückt gefunden, so Halbreich, von dessen Alexis Sorbas er begeistert war. Während Martinů in Nizza an seinem Gilgamesch-Epos zu arbeiten begann, lernte er den Schriftsteller sogar persönlich kennen, der im 20 Kilometer entfernten Antibes wohnte. Auf Anregung von Kazantzakis entschied er sich in dieser Zeit gegen das Vertonen des Alexis Sorbas und stattdessen für das Projekt, Kazantzakis’ umfangreichen Roman von 1948, Ο Χριστός ξανασταυρώνεται (dt. Griechische Passion), ein Flüchtlingsdrama, als Oper zu vertonen, woraus The Greek Passion wurde. Auch in seinem Gilgamesch-Epos widmet sich Martinů der künstlerischen Gestaltung existenzieller Themen.

## Textvorlage und eigener Text

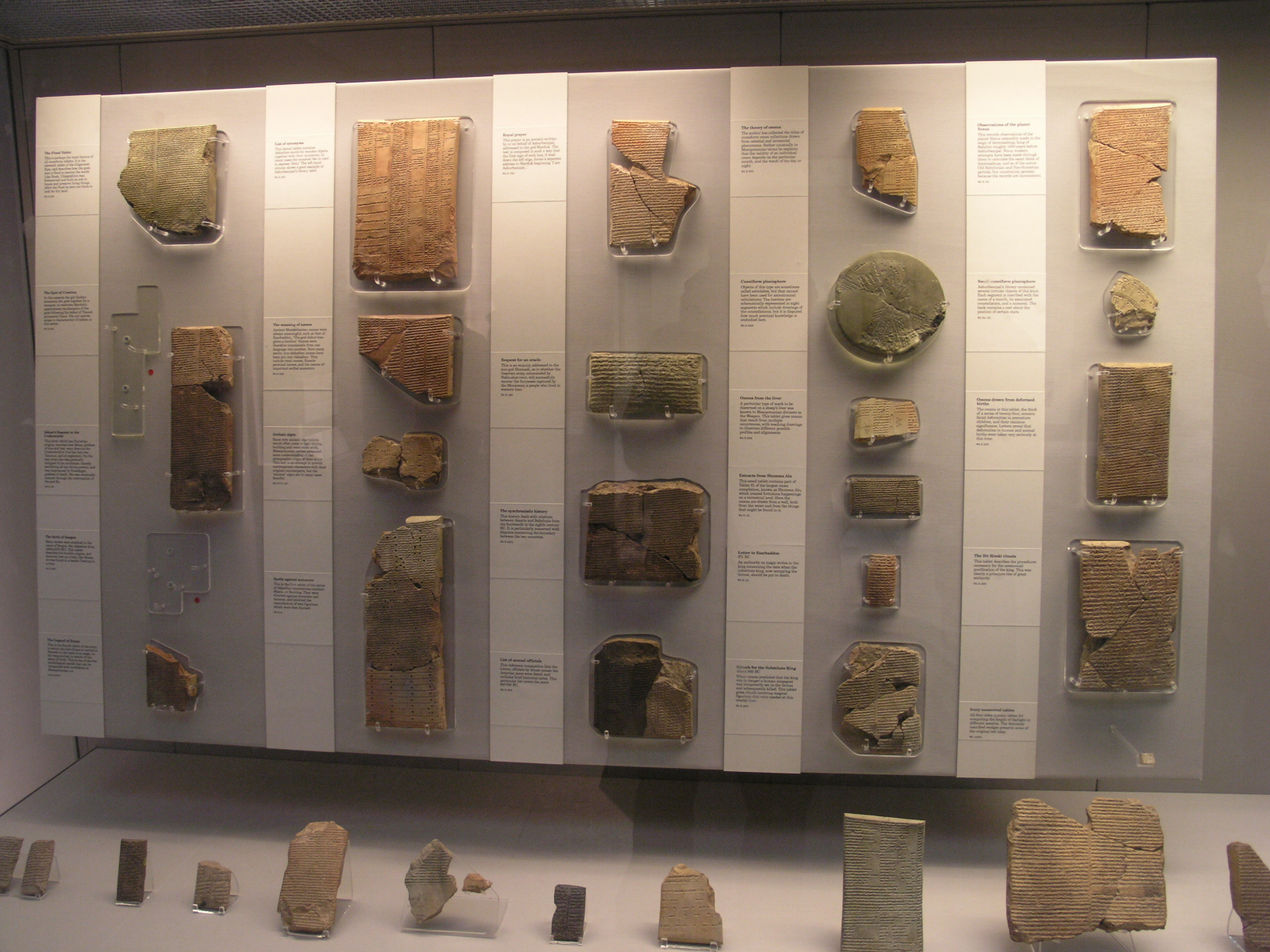
Tontafeln im British Museum

Als Textvorlage verwendete Martinů eine englische Übersetzung der neubabylonischen Fassung des Gilgamesch-Epos, die Zwölftafel-Epos genannt wird. Gefunden wurde diese Version 1849 bei britischen Ausgrabungen im heutigen Koujyundjik, dem damaligen Ninive, als Teil der Bibliothek des neuassyrischen Königs Aššurbanipal (669 v. Chr.–627 v. Chr.). Bei Forschungen im Britischen Museum wurde 1872 die Entstehungszeit auf das 12. Jahrhundert v. Chr. datiert.
Der Text des Oratoriums wurde von Martinů selbst in freiem Stil verfasst, wie die verwendete Textvorlage in englischer Sprache. Marschner merkt an, dass Martinů alle Szenen vor der tragischen Wende im Leben von Gilgamesch als eher vorläufige gestaltet hat. Der Mythos ist für Martinů ein Vorspiel der Philosophie und mit einer künstlerischen Wiederbelebung eines Mythos wird der überindividuelle Charakter deutlich und nur das Wesentliche belichtet, meint Jürgen Kühnel. Ines Matschewski sieht Martinůs Auswahl als „eine neue Textvariante des Mythos“ an, und Martinů hat Textpassagen auch neu zusammengestellt. Seine Auswahl lässt „die Heldentaten und Abenteuer von Gilgamesch und Enkidu unbeachtet.“ Auf diese Weise sei eine subjektive Interpretation entstanden, eine Nachdichtung. Sein Biograph F. James Rybka bezeichnet es als „a sectional portrait of Gilgamesh in 3 parts.“ Dem ersten Teil von Martinůs Werk liegen die Tafeln 1 und 2 zugrunde, der zweite Teil beruht laut Partitur auf den Tafeln 7, 8 und 10, und Teil 3 fußt nach Angaben in der Partitur auf Tafel 12. Es gibt einige Textpassagen, die vollständig übernommen worden sind, in anderen hat Martinů Matschewskis Ergebnissen zufolge „einzelne Wortgruppen aus völlig verschiedenen Handlungszusammenhängen“ neu gruppiert. So wurden aus der 9. Tafel einige Verse in den 2. Teil eingebaut und im 3. Teil finden sich Verse aus der 10. und 11. Tafel wieder. Martinůs Text präsentiere sich als „Patchworkarbeit“, fasst Matschewski 2012 das Ergebnis ihrer Analyse zusammen.
- Teil 1 (401 Takte[9]), „Gilgamesch“: Das Volk beschreibt die Schrecken des Herrschers und bittet Göttin Aruru, für Gilgamesch einen Gefährten zu schaffen, damit er abgelenkt wird; Aruru schafft Enkidu; über einen Jäger erfährt Gilgamesch von ihm und lässt ihn durch sexuelle Verführung in seinen Einflussbereich bringen; Enkidu lässt sich auf den Vorschlag des Weibes ein und geht in die Stadt; Enkidus Herde will nicht länger bei ihm sein und flieht; Gilgamesch und Enkidu kämpfen gegeneinander, der Wall stürzt ein.
- Teil 2 (370 Takte), „Der Tod Enkidus“: Der Kampf ist patt ausgegangen, sie werden Freunde; Enkidu erkrankt und träumt, dass er sterben wird; er stirbt nach zwölf Tagen der Schmerzen; Gilgamesch weint sehr um ihn; er sucht das ewige Leben, kann es aber nicht finden.
- Teil 3 (525 Takte), „Die Beschwörung“: Gilgamesch muss einsehen, dass er es nicht vermocht hat, das Geheimnis der Unsterblichkeit zu erlernen;[10] durch eine Beschwörung soll Enkidu wieder lebendig werden; es gelingt nur noch ein Gespräch mit dessen Geist, der am Schluss zu hören ist mit: „Ja, ich sah.“

Das Werk hat einen Erzählgestus und ist von der Form her einer Lesung mit verteilten Rollen ähnlich. Inhaltlich lassen sich zwei Ebenen unterscheiden: einmal die Handlung und zum anderen philosophische Betrachtungen zu Leben und Tod. Diese hat der Komponist in eine Allgemeingültigkeit gehoben, indem der die Aussagen von den einzelnen Figuren abkoppelt, die in der Epos-Vorlage noch als Sprecher auftreten. Im ersten und im dritten Teil stehen Aktionen und Ereignisse von Gilgamesch und Enkidu im Mittelpunkt des Geschehens. Den Charakter des zweiten Teils hingegen prägen vor allem die philosophisch-kontemplativen Abschnitte, für die die beiden Chorsätze, die Gilgameschs Klage einrahmen, wie Stützpfeiler wirken. Die Aussagen werden als allgemeine Weisheit in den Raum gestellt, mit Gilgamesch als Verkörperung des sogenannten Menschen an sich: mit seinem inneren Widerstreit von Furcht und Vernunft, seinen Ängsten und Erinnerungen an glücklichere Tage sowie mit dem Klagen im Angesicht der menschlichen Ohnmacht gegenüber dem Tod. Anfangs als gefürchteter Herrscher dargestellt, wird aus Gilgamesch ein furchtsamer Sterblicher.
Die ersten beiden Teile haben Schlusschöre, auf die hin die Spannung ansteigt. In Teil 3 wird die Beschwörung durch einen Rückgriff auf die Totenklage des zweiten Teils eingeleitet und mit dem Erscheinen von Enkidus Geist beendet. Hier verläuft die Spannungskurve bogenförmig: aufsteigend zum Gespräch mit Enkidus Geist hin und mit einem Abebben am Schluss.

### Textvergleich
Jürgen Kühnel hat einen Textvergleich unternommen, um zu zeigen, wie der Komponist eine Passage auf Bass (Erzähler) und Chor verteilt, die in der englischen Hexameter-Fassung von R. Campbell Thompson (1928) in eins erzählt wird. Martinů verstärkt die überzeitliche Deutung des Mythos dadurch, dass er die altmesopotamischen Namen weglässt.
| R. Campbell Thompson engl. 1928 | Bohuslav Martinů engl. 1954 | Deutsche Fassung U.E. 12703 LW, 1957 |
| So when the goddess Aruru heard this, in her mind she imagined / Staightaway this concept of Anu, and, washing her hands, the Aruru / Finger'd some clay, on the desert she moulded it: thus on the desert / Enkidu made she, a warrior, as he were born and begotten / Yea, of Ninurta the double, and put forth the whole of a fillet; / Sprouted luxuriant growth of his hair – like the awns of the barley, / Nor knew he people nor land; he was clad in a garb like Sumuquan. / E'en with gazelles did he pasture on herbage, along with the cattle / drank he his fill, with the beasts did his heart delight at the water. | BASS-SOLO: To th'appeal of their wailing Goddess Aruru gave ear. / She finger'd some clay, on the desert she moulded it. / Thus on the desert Enkidu made she, a warrior. / In the way of a woman he snooded his locks, / sprouted luxuriant growth of his hair like the awns of the barley. | Bass: Dem Rufe lieh Aruru, die Göttin, ihr williges Ohr. In einsamer Öde die tönerne Erde formte sie nun. So schuf sie Enkidu, den streitbaren Helden. Seine Haare trug er wie ein Weib, üppig sprossen sie ihm wie auf dem Felde die Gerste. |
| So when the goddess Aruru heard this, in her mind she imagined / Staightaway this concept of Anu, and, washing her hands, the Aruru / Finger'd some clay, on the desert she moulded it: thus on the desert / Enkidu made she, a warrior, as he were born and begotten / Yea, of Ninurta the double, and put forth the whole of a fillet; / Sprouted luxuriant growth of his hair – like the awns of the barley, / Nor knew he people nor land; he was clad in a garb like Sumuquan. / E'en with gazelles did he pasture on herbage, along with the cattle / drank he his fill, with the beasts did his heart delight at the water. | CHORUS: Nor knew he people nor land. / With the gazelles did he pasture on herbage. / Along with the beast did his heart delight at the water, / with the cattle | Chor: Nicht kennt er Menschen noch Land. Mit Gazellen pflegt er im Grünen zu weiden. Vereint mit dem Vieh drängt sein Herz zum köstlichen Wasser, wie die Herde.                                                                              |

## Komposition und Stil
Musikalisch ist das Werk durch große Kontraste geprägt. Klanglich berauschende Szenen in großer Besetzung sind aparten Zwiegesprächen ebenso gegenübergestellt wie einem Nachspiel, „jene atemberaubende Erforschung der letzten Dinge, wo die sterbenden Klänge zum Schluss mit der Stille des Unendlichen verschmelzen“, so Halbreich. In seiner Kompositionsweise setzt Martinů verschiedene Stile ein und ruft Freude und Trauer auf subtile Weise hervor. Die dramatische Handlung wird verstärkt durch die Kontrastierung von gesungener und gesprochener Sprache. Marschner sieht in der mehrmaligen Verwendung von gesprochenen Sätzen fast ein Symbol für etwas Fehlendes: Auf programmatische Weise bleibe Zusammenhang unbegründet. Sowohl die Solisten als auch der Chor nehmen im Laufe des Stücks wechselnde Rollen ein und alle Mitwirkenden sind gleichberechtigt am Erzählvorgang beteiligt, hebt Matschewski hervor.
Das Stück ist für Solisten, gemischten Chor und Orchester komponiert. Die Partien der Solisten sind: Sopran, Tenor, Bariton, Bass sowie Sprecher. Es kommt eine Frauenstimme neben vier Männerstimmen zum Einsatz. Die Stimme des Sprechers ist in der Besetzungsliste nicht aufgeführt und die Bezeichnungen des Komponisten sind bezüglich dieser Stimme uneinheitlich, auch zwischen Partitur und Klavierauszug bestehen Unklarheiten. Marschner sieht die Rolle des Sprechers darin, den Handlungsverlauf sprunghaft zu beschleunigen. Beispielsweise das zentrale Handlungsmoment, als sich Enkidu entschließt, in die Stadt zu gehen, liege bei diesem Kommentator. Widersprüchlich sind zudem einige Anweisungen, die ein dialogisches Sprechen zwischen den Solisten vorsehen, was der kompositorische Satz letztlich aber nicht hergibt, denn die Wechselbeziehung zwischen den Akteuren wurde gegenüber der Textvorlage stark vereinfacht: Es gibt keinen Dialog zwischen Gilgamesch und Enkidu, der Herrscher führt später nur ein Zwiegespräch mit dessen Geist. Im Orchester sind neben Streichern vor allem Trompeten und Posaunen vorgesehen, großes Schlagzeug, Klavier und Harfe und kaum Holzbläser.

### Stilmittel und Techniken
Das Werk als Ganzes wird weniger durch gemeinsame motivische Strukturen zusammengehalten als dadurch, dass das musikalische Material jeweils in der Einleitung eines Teils vorgestellt wird. Es ist von kurzgliedrigen Elementen und Motiven geprägt. Der dritte Teil unterscheidet sich von den vorhergehenden beiden durch eine nahezu durchgängig einheitliche, motivische Substanz.
Im gesamten Werk spielt als Motivbaustein das Intervall der Sekunde, vor allem der kleinen Sekunde, eine entscheidende Rolle. Sie steht zunächst für die Furcht der Menschen vor dem Herrscher und ab dem zweiten Teil für Beklommenheit und Todesangst dieses Herrschers selbst. Ein weiteres Charakteristikum ist die Verwendung der mährischen Kadenz, einem Choralabschluss mit markantem Querstand, der in den Spätwerken des Komponisten häufig zu finden ist.
Matschewski legt dar, dass Martinů darüber hinaus Kompositionstechniken der Pariser Notre-Dame-Schule (um 1200) nutzt und diese abwandelt. So hat er sich für die Zweikampfszene am Ende des ersten Teils vom altfranzösischen Hoquetus inspirieren lassen. Die Quint-Oktav-Schlüsse sind ebenfalls ein typisches Prinzip dieser Stilepoche und bei deren Hauptmeister Pérotin zu finden. Dessen Einfluss auf Martinůs satztechnische Anlage ist insgesamt groß. Stilmittel und Techniken anderer Meister werden von Martinů generell nicht originalgetreu imitiert, sondern in einen neuen Rahmen eingebettet, zum Beispiel überschreiten seine Chorsätze die bei Pérotin geltenden Grenzen und sind eher freie Polyphonie. Marschner erinnern sie fast an Chöre von Carl Orff, er beschreibt sie als „unwiderstehlich-packend.“ Darüber hinaus wird die klangliche Bandbreite des Werks, wie für Martinů typisch, durch Elemente des Jazz und aus der Filmmusik erweitert.

### Rolle des Chores
Martinů gab dem Chor besonderes Gewicht, indem er ihn am gesamten Oratorium kontinuierlich beteiligt. Dabei gelingt ihm durch Variierung der Stimmbehandlung eine große Bandbreite an Aussagearten. Im Verlauf des Stückes verändert der Komponist den Gesangsstil der Chorstimmen entsprechend den verschiedenen Rollen, die er dem Chor zugedacht hat. Im ersten Teil das klagende Volk darstellend, verwandelt sich seine Perspektive in der Verführungsszene zum allwissenden Erzähler, dabei wird er nahezu instrumental eingesetzt. Im zweiten Teil hat der Chor abwechselnd die Rolle, die Geschehnisse zu kommentieren, um dann wieder erzählend zu vermitteln; quantitativ ist er in diesem Teil sehr präsent. Im dritten Teil wird er während der Beschwörungsszene erneut fast instrumental eingesetzt, danach dient er der Verstärkung, indem er der Antwort von Enkidu ein Echo beigibt. Kühnel sieht in der Rollenvielfalt des Chores die Nähe zur griechischen Tragödie.

### Gestaltung von Teil 3
In Teil 3 schafft Martinů eine Spannung mittels Ostinati, meint sein Biograph F. James Rybka. Matschewski beschreibt es eher als eine Grundrhythmisierung, die als Bestandteil von rhythmisch-melodischen Motiven auftritt und ständig variiert wird. Gilgamesch, so Rybka weiter, singt zusammen mit dem Chor, lauter und schneller werdend, bis daraus zusammen mit den Streichern, Klavier und Schlagzeug ein Presto geworden ist. Die Frauenstimmen des Chores ahmen den Wind nach, um den Gott zu beschwören, er möge Enkidu aus der Erde aufsteigen lassen. Darauf folgt ein zwei-taktiges Ostinato, das achtzehn Mal wiederholt wird und in einem dramatischen Schrei endet. An diesem musikalisch-dramatischen Höhepunkt wird Gilgameschs Verzweiflung mit rein orchestralen Mitteln zum Ausdruck gebracht, was darauf schließen lässt, dass das Orchester vor allem eine Gefühlsqualität verkörpert, meint Marschner. Die Erde öffnet sich und die Antwort von Enkidus Geist ist zu hören mit „Ich sah.“ Matschewski hebt hervor, dass diese Aussage quasi ein Epilog zu dem fulminanten Ausbruch im Tutti ist und dass sie unbeendet im morendo verebbt.

## Entstehung und Widmung
Pläne für ein größeres Chorwerk fasste Martinů bereits Ende 1940 in Aix-en-Provence. Ihm schwebte eine große dramatische Kantate vor. Das Werk ist Maja Sacher gewidmet, die zusammen mit dem Dirigenten und Mäzen Paul Sacher ein solches Format schon vor Beginn des Zweiten Weltkriegs angeregt hatte. Als Martinů das Ehepaar Sacher 1948 besuchte, hatten diese aus dem British Museum in London eine Broschüre über das Gilgamesch-Epos mitgebracht. 1949 erhielt Martinů von Paul Sacher die englische Übersetzung des Gilgamesch-Epos durch den Archäologen und Philologen R. Campbell Thompson (The epic of Gilgamish, 1928). Martinů entwarf seinen Text in englischer Sprache.

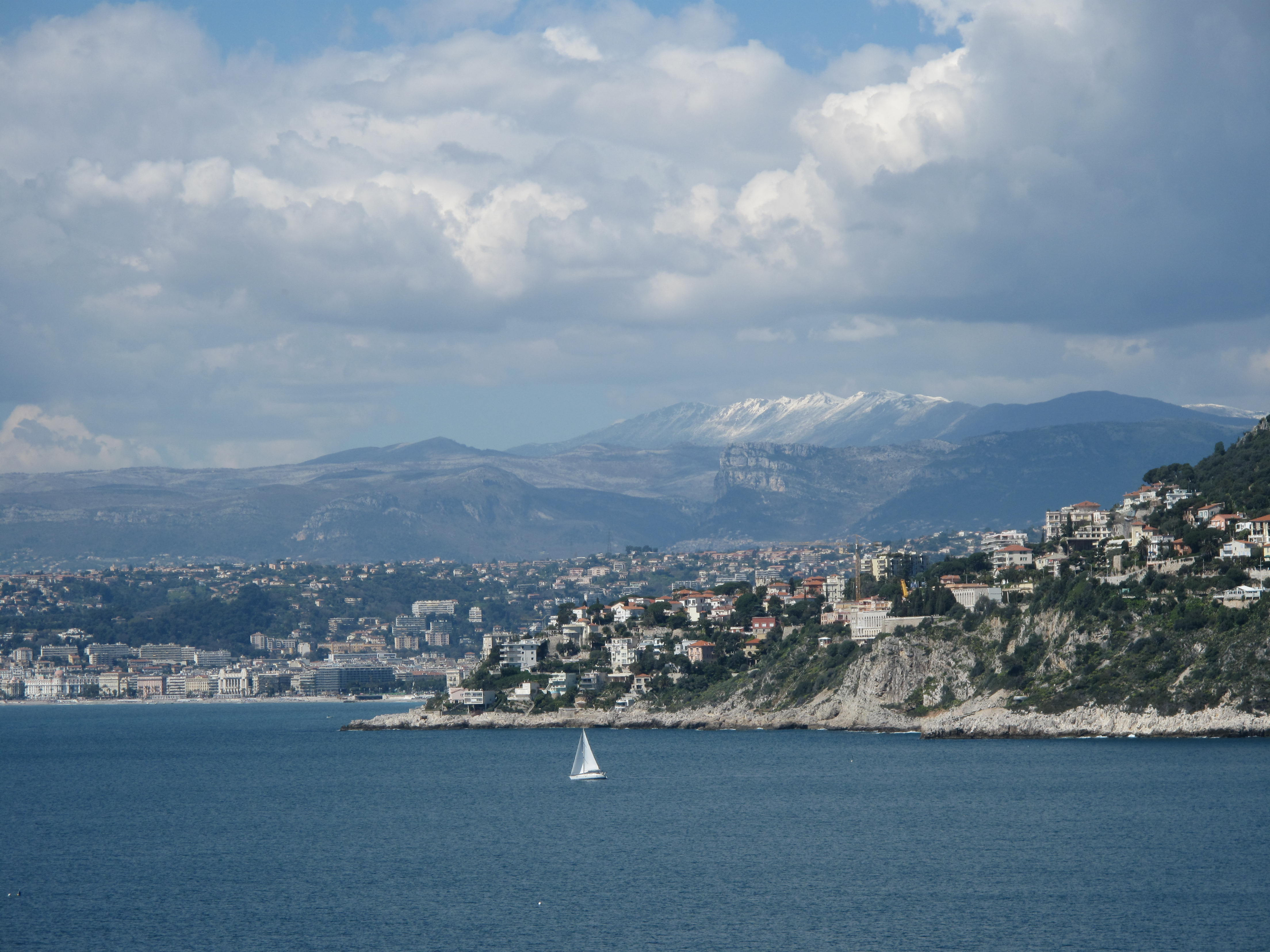
Nizza und Mont Boron

 Martinů schuf die Komposition zwischen Ende 1954 und Februar 1955 in Nizza. Über das Frühjahr 1954 in Nizza schreibt Charlotte Martinů, dass ihr Mann „mit der großen Komposition seines Gilgamesch-Epos, eines Werkes, das er jahrelang im Kopfe trug, voll beschäftigt“ gewesen sei, und weiter: „Er las von neuem das Epos, um sich entscheiden zu können, welchen Teil er vertonen sollte.“ Etwas später ist zu lesen: „Auf dem Mount Boron arbeitete er verbissen an seinem Gilgamesch-Epos. Wenn er die Terrasse betrat, auf der ich den größten Teil des Tages zu verbringen pflegte, meinte er recht häufig: «Dieser Gilgamesch gibt mir aber tüchtig zu schaffen.»“ Sein Biograph Miloš Šafránek schreibt, dass Martinů diesen Stoff aufgefasst habe als alte, volksnahe Ideen, und Martinů sei deswegen erfreut und überrascht gewesen, als Šafránek ihn darauf hingewiesen habe, dass es mit Epos o Gilgamešovi (1958) von Lubor Matouš eine moderne tschechische Übersetzung gebe, die zudem vom Metrischen her wesentlich näher am Original sei als die englischen Hexameter bei Campbell. Šafránek weiter: Martinů habe sich zu Vergleichszwecken Passagen aus dem tschechischen Text senden lassen, vor allem die Tafeln I, XI (die Sintflut) und XII. Er habe aber mit Bedauern geäußert, dass es zu spät gewesen sei, diesen Text zugrunde zu legen, denn das Werk sei nahezu fertiggestellt gewesen. Eine Übertragung von Martinůs Text ins Tschechische nahm Ferdinand Pujman vor und bediente sich der Vorlage von Matouš. Die Textfassung in deutscher Sprache stammt von Arnold Heinz Eichmann.

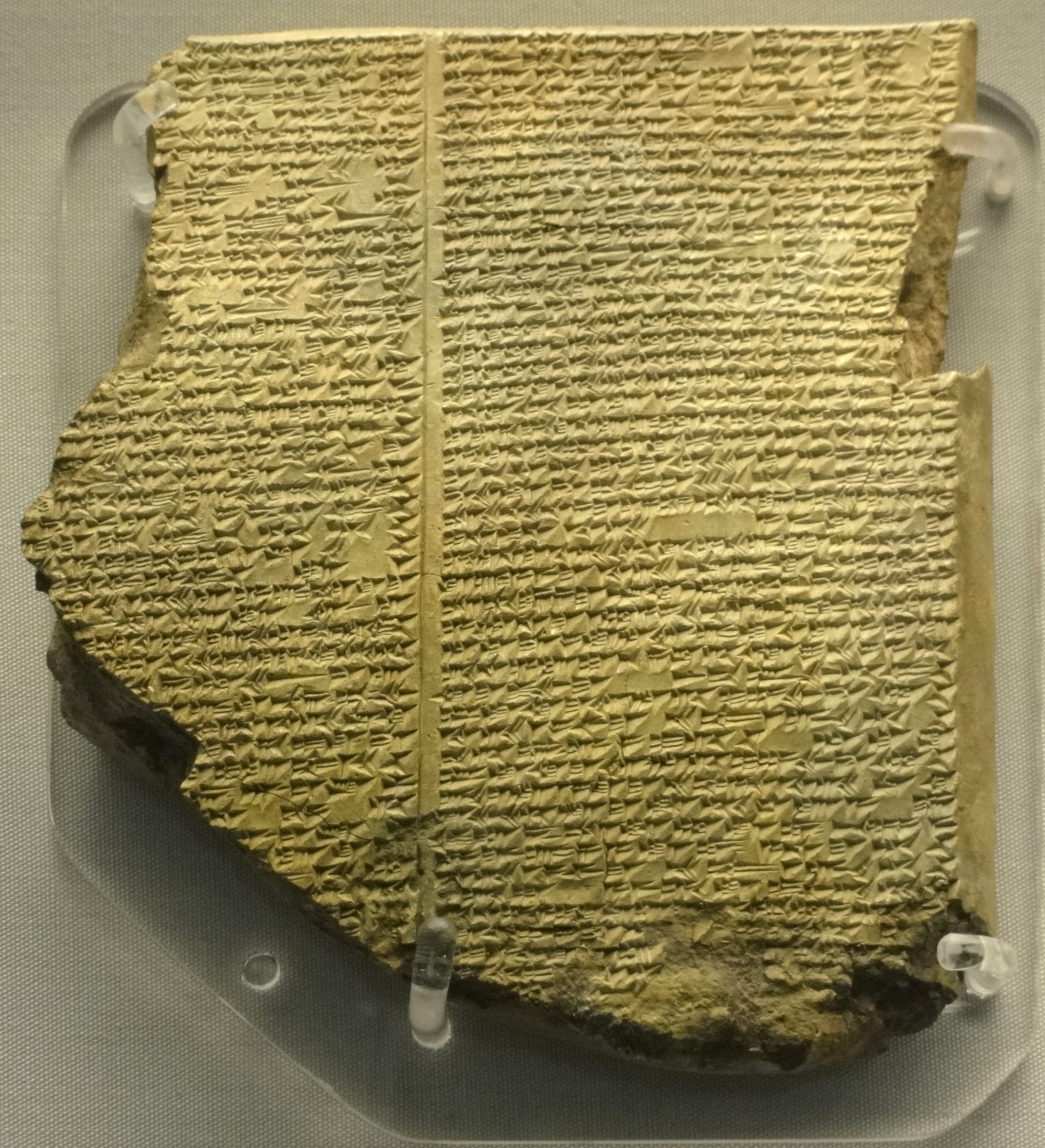
Tafel XI mit der Beschreibung der Sintflut

 Zwar hatte die Beschreibung der Sintflut (Tafel 11) den Komponisten eingangs am meisten fasziniert, und noch bei der Bekanntgabe der Besetzung, einen Monat vor der Fertigstellung, hatte er die Absicht, auch dieses Thema zu vertonen, aber in der vollendeten Fassung ist es nicht mehr Teil seiner Interpretation des Mythos.

## Ausgaben, Aufführungsdauer und Gattungsfrage
Die Uraufführung verzögerte sich, weil zunächst kein Verlag gefunden werden konnte. Klavierauszug und Chorpartitur wurden 1957 im Verlag Universal Edition in Wien verlegt, die Partitur 1958. Die Aufführungsdauer beträgt ca. 50 Minuten.
In der Forschung wurde das Werk zunächst als Kantate eingestuft, aber später scheint sich die Einschätzung durchgesetzt zu haben, dass es der Gattung des Oratoriums zuzuordnen ist. Für seine Form zwischen Oratorium und Oper hat sich der Komponist eventuell anregen lassen von Emilio de’ Cavalieris Rappresentatione di Anima, et di Corpo, 1600 uraufgeführt. Martinůs später gefassten, halb-szenischen Aufführungskonzepte, die in Richtung Oper weisen, sind in den meisten Aufführungen nicht umgesetzt worden.
Das Institut Bohuslava Martinů. o. p. s., Prag hat die Kritische Gesamtausgabe der Werke Martinůs ab Frühjahr 2015 angekündigt. Der Band zu The Epic of Gilgamesh wird unter den beiden ersten Bänden sein, die publiziert werden.

## Aufführungen (Auswahl)
- Uraufführung in deutscher Sprache: 24. Januar 1958, mit Paul Sachers Basler Kammerchor und dem Basler Kammerorchester, unter Leitung von Paul Sacher. Im ersten Teil des Konzerts fand eine weitere Uraufführung statt, Kette, Kreis und Spiegel – Sinfonische Zeichnung von Ernst Krenek.[3]
- Erstaufführung in tschechischer Sprache: 28. Mai 1958 unter Leitung von Václav Smetáček im Rahmen des Prager Frühlings.
- Erstaufführung der englischen Originalfassung: 18. April 1959 unter Leitung von Sir Malcom Sargent in London.

## Forschungsliteratur
- Jürgen Kühnel: „Bohuslav Martinůs Oratorium The Epic of Gilgamesh und Robert Wilsons Theaterprojekt The Forest: Grundsätzliche Überlegungen zum Thema Mythos und Mythos-Rezeption – insbesondere im Musiktheater – am Beispiel zweier neuerer Bearbeitungen des Gilgamesch-Stoffes“, in: Antike Mythen im Musiktheater des 20. Jahrhunderts. Gesammelte Vorträge des Salzburger Symposions 1989, herausgegeben von Pater Csobádi, Gernot Gruber et al., Müller-Speiser, Anif/ Salzburg 1990, ISBN 3-85145-008-6, S. 51–78.
- Bo Marschner: „Das Gilgamesh-Epos von Bohuslav Martinů und die Oper Gilgamesh von Per Nørgård“, in: Colloquium Bohuslav Martinů, His Pupils, Friends and Contemporaries: Brno, 1990, herausgegeben von Petr Maček und Jiří Vyslouvžil. Ústav hudební vědy filozofické fakulty, Masarykova Univerzita, Brno 1993, ISBN 80-210-0660-9, S. 138–151.
- Ines Matschewski: „Fragen der Freundschaft, der Liebe und des Todes: Das Gilgamesch-Epos von Bohuslav Martinů“, in: Texte zur Chormusik: Festschrift zum zehnjährigen Jubiläum des Internationalen Chor Forums ICF, herausgegeben von Gerhard Jenemann. Carus-Verlag, Stuttgart 2001, ISBN 3-923053-94-0, S. 41–47.